# Премия Виареджо

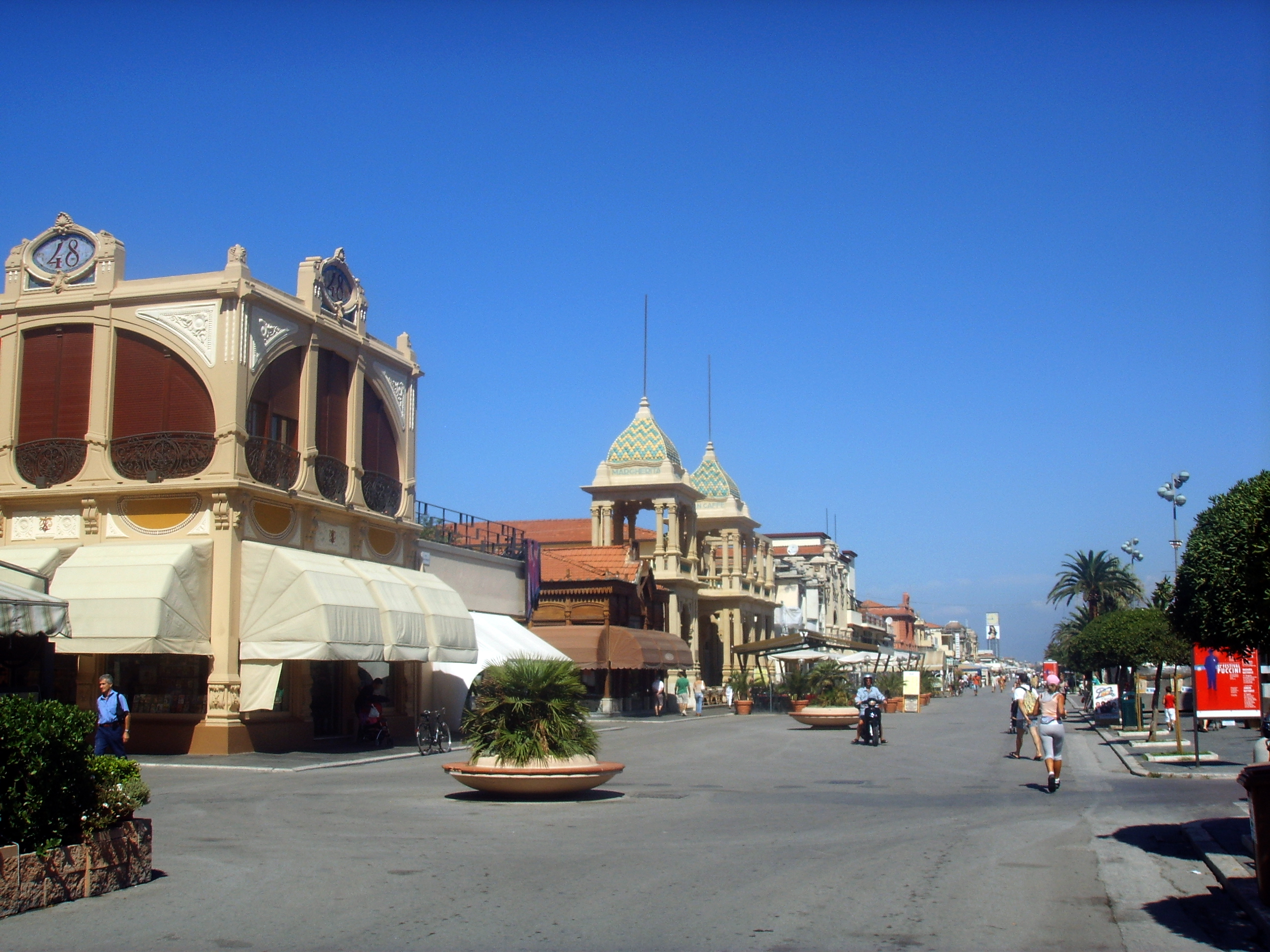
Виареджо

Премия Виареджо (итал.  Premio Viareggio) — одна из старейших и наиболее престижных литературных премий Италии.

## История премии
Создана в 1929 году тремя писателями и журналистами (Леонида Репачи, Карло Сальса, Альберто Колантуони) в противостояние диктаторскому режиму Муссолини и — как более демократичная — в соревнование с премией Багутта, учрежденной в 1927 году. Названа в честь города Виареджо на Лигурийском побережье. В представлении премии принимал участие Луиджи Пиранделло.
В годы Второй мировой войны премия не присуждалась. В настоящее время присуждается по четырем номинациям:
- литературный дебют
- проза
- поэзия
- очерк.

Вручается также Международная премия Виареджо-Версилиа за вклад в дело мира и социального прогресса.

## Лауреаты
- 1930
  - Ансельмо Буччи, Летающий художник / Il pittore volante
  - Лоренцо Виани, Возвращение на родину / Ritorno alla patria
- 1931 — Коррадо Тумиати, Красные крыши / I tetti rossi
- 1932 — Антонио Фоскини, Приключения Виллона / Le avventure di Villon
- 1933 — Акилле Кампаниле, Кантилена на углу улицы / Cantilena all’angolo della strada
- 1934 — Раффаэле Кальцини, Пильщики, горный роман / Segantini, romanzo della montagna
- 1935
  - Марио Масса, Одинокий человек / Un uomo solo
  - Стефано Пиранделло, Стена дома / Il muro di casa
- 1936 — Риккардо Баккелли, Лозоходец Il rabdomante
- 1937 — Гуэльфо Чивинини, Сельский трактир / Trattoria di paese
- 1938
  - Витторио Росси, Океан / Oceano
  - Энрико Пеа, Маремманка / La Maremmana
- 1939
  - проза: Арнальдо Фратейли, Клара среди волков / Clara fra i lupi, Орио Вергани, Passo profondo
  - очерк: Мария Беллончи, Лукреция Борджиа / Lucrezia Borgia
- 1940—1945 — премия не вручалась
- 1946
  - проза: Сильвио Микели, Чёрствый хлеб / Pane duro
  - поэзия: Умберто Саба, Книга песен / Il Canzoniere
- 1947 — Антонио Грамши, Тюремные тетради / Lettere dal Carcere
- 1948
  - проза: Альдо Палаццески, Братья Кукколи / I fratelli Cuccoli, Эльза Моранте, Ложь и колдовство / Menzogna e sortilegio
  - поэзия: Сибилла Алерамо, Любовная сельва / Selva d’amore
- 1949
  - Артуро Карло Емоло, Государство и церковь в Италии на протяжении последних ста лет / Stato e Chiesa in Italia negli ultimi cento anni
  - Рената Вигано, Агнес умирает / L’Agnese va a morire
- 1950 — Франческо Йовине, Земли таинства / Le terre del sacramento
- 1950 — Карло Бернари, Маленькая надежда / Speranzella
- 1951 — Доменико Реа, Иисус создал свет / Gesù fate luce
- 1952 — Томмазо Фиоре, Муравьиный народ / Un popolo di formiche
- 1953 — Карло Эмилио Гадда, Новеллы / Novelle dal ducato in fiamme, Анна Мария Ортезе Неаполитанские хроники /l Mare non bagna Napoli
- 1954 — Рокко Скотелларо, Настал день / È fatto giorno
- 1955 — Васко Пратолини, Метелло / Metello
- 1956
  - Карло Леви, Слова — это камни / Le parole sono pietre
  - Джанна Манцини, Ястребица / La Sparviera
- 1957
  - Итало Кальвино, Барон на дереве / Il barone rampante
  - Пьер Паоло Пазолини, Пепел Грамши / Le ceneri di Gramsci
- 1958 — Эрнесто Де Мартино, Смерть и ритуальный плач в античном мире / Morte e pianto rituale nel mondo antico
- 1959 — Марино Моретти, Все рассказы / Tutte le novelle
- 1960
  - проза: Джованни Баттиста Анджолетти, Великие гости / I grandi ospiti
  - поэзия: Паоло Вольпони, Врата Апеннин / Le porte dell’Appennino
- 1961 — Альберто Моравиа, Скука / La noia
- 1962 — Джорджо Бассани, Сад Финци-Контини / Il giardino dei Finzi Contini
- 1963
  - Антонио Дельфини, Рассказы / Racconti
  - Серджо Сольми, Писатели лет / Scrittori negli anni
- 1964 — Джузеппе Берто, Il male oscuro
- 1965 — Гоффредо Паризе, Il Padrone
- 1966
  - Оттьеро Оттьери, Irrealtà quotidiana
  - Альфонсо Гатто, La storia delle vittime
- 1967
  - Раффаэлло Бриньетти, Il gabbiano azzurro
  - Диего Валери, Стихи
- 1968 — Либеро Биджаретти, La controfigura
- 1969 — Фульвио Томицца, L’albero dei sogni
- 1970 — Нелло Саито, Dentro e fuori
- 1971 — Уго Аттарди, L’erede selvaggio
- 1972 — Романо Биленки, Il bottone di Stalingrado
- 1973 — Акилле Кампаниле, Manuale di conversazione
- 1974 — Клотильда Маргиери, Amati enigmi
- 1975 -
  - Паоло Вольпони, Il sipario ducale
  - Гавино Ледда, Padre Padrone Premio opera prima
- 1976
  - Марио Тобино, La bella degli specchi
  - Дарио Беллецца, Morte segreta
  - Серджо Сольми, La luna di Lafourgue
- 1977 — Давиде Лайоло, Veder l'erba dalla parte delle radici
  - Opera prima Carlo Francavilla, Le terre della sete
- 1978
  - Антонио Альтомонте, Dopo il presidente
  - Марио Луци, Al fuoco della controversia
- 1979 — Джорджо Маньянелли, Centuria
- 1980 — Стефано Терра, Le porte di ferro
- 1981 — Энцо Сичилиано, La principessa e l’antiquario
- 1982 — Примо Леви, Человек ли это? / Se non ora, quando?
- 1983 — Джулиана Морандини, Caffè specchi
- 1984 — Джина Лагорио, Tosca dei gatti
- 1985 — Манлио Канконьи, Quella strana felicità
- 1986
  - проза: Мариза Вольпи, Il maestro della betulla
  - поэзия: Марио Сократе, Il punto di vista
  - очерк: Джорджо Канделоро[итал.], Storia dell’Italia moderna
  - специальная премия: Агостино Рикельми, La lettrice di Isasca
- 1987 — Марио Спиинелла, Lettera da Kupjansk
- 1988 — Розетта Лой, Le strade di polvere
- 1989 — Сальваторе Маннуццу, Procedura
- 1990
  - проза: Луиза Адорно, Arco di luminara
  - поэзия: Чезаре Вивиани, Preghiera del nome
  - очерк: Маурицио Кальвези, Le realtà di Caravaggio
- 1991
  - проза: Антонио Дебенедетти, Se la vita non è vita, (Rizzoli)
- 1992
  - проза: Луиджи Малерба, Le pietre volanti, (Rizzoli)
- 1993
  - проза: Алессандро Барикко, Море-океан / Oceano mare, (Rizzoli)
- 1994
  - проза: Антонио Табукки, Утверждает Перейра / Sostiene Pereira, (Feltrinelli)
- 1995
  - проза: Маурицио Маджани, Il coraggio del pettirosso, (Feltrinelli)
  - поэзия: Элио Пальярани
- 1996
  - проза: Эрманно Реа, Mistero napoletano, (Einaudi)
  - поэзия: Альда Мерини, Ballate non pagate
- 1997
  - проза: Клаудио Пьерсанти, Luisa e il silenzio, (Feltrinelli)
  - поэзия: Франка Гризони, De chì,
  - очерк: Коррадо Стаяно, Promemoria, (Garzanti)
- 1998
  - проза: Джорджо Прессбургер, La neve e la colpa, (Einaudi)
  - поэзия: Микеле Совенте, Cumae,
  - очерк: Карло Гинзбург, Occhiacci di legno,
- 1999
  - проза: Эрнесто Франко, Vite senza fine, (Einaudi)
- 2000
  - Narrativa (ex aequo)
    - Джорджо ван Стратен, Il mio nome a memoria, (Mondadori)
    - Сандро Веронези, La forza del passato, (Bompiani)
- 2001
  - проза: Никколо Амманити, Я не боюсь / Io non ho paura, (Einaudi)
  - поэзия: Микеле Ранкетти, Verbale
  - очерк: Джорджо Пестелли, Canti del destino
- 2002
  - проза: Флёр Йегги, Пролетарка / Proletarka, (Adelphi)
  - поэзия: Йоланда Инсана, La stortura
  - очерк: Альфонсо Берардинелли, La forma del saggio
- 2003
  - проза: Джузеппе Монтесано, Di questa vita menzognera, (Feltrinelli)
  - поэзия: Амато Роберто, Le cucine celesti (Diabasis)
  - очерк: Сальваторе Сеттис, Italia S.p.A.. L’assalto al patrimonio culturale (Einaudi)
- 2004
  - проза: Эдоардо Альбинати, Svenimenti, (Einaudi)
  - очерк: Андреа Тальяпьетра, La virtù crudele
  - поэзия: Ливия Ливи, Antifona
  - международная премия: Суад Амири, Sharon e mia suocera
- 2005
  - проза: Раффаэле Ла Каприа, L’estro quotidiano, (Mondadori)
  - очерк: Альберто Арбазино, Marescialle e libertini
  - поэзия: Мило Де Анджелис, Tema dell’addio, (Mondadori)
- 2006
  - проза: Джанни Челати, Vite di pascolanti, (Nottetempo)
  - очерк: Джованни Агости, Su Mantegna I
  - поэзия: Джузеппе Конте, Ferite e rifioriture
  - дебют: Роберто Савиано, Гоморра / Gomorra
- 2007
  - проза: Филиппо Туэна, Ultimo parallelo, (Rizzoli)
  - очерк: Паоло Маури, Buio, (Einaudi)
  - поэзия: Сильвия Бре, Marmo, (Einaudi)
  - дебют: не присуждалась. Отдельно отмечены финалисты Симона Бальданци, Figlia di una vestaglia blu (Fazi); Паоло Колагранде, Fideg (Alet) и Paolo Fallai, Freni (E/O)
- 2008
  - проза: Франческа Санвитале, L’inizio è in autunno, (Einaudi)
  - очерк: Мигель Готор, Aldo Moro. Lettere dalla prigionia, (Einaudi)
  - поэзия: Эудженио Де Синьорибус, Poesie. (1976—2007), (Garzanti)
  - дебют: не присуждалась
- 2009
  - проза: Эдит Брук, Quanta stella c'è nel cielo, (Garzanti)
  - очерк: Адриано Проспери, Giustizia bendata, (Einaudi)
  - поэзия: Эннио Кавалли, Libro Grosso, (Aragno)

- 2010 год
  - проза: Никола Ладжоя, Riportando tutto a casa (Einaudi)
  - очерк: Микеле Эммер, Bolle di sapone. Tra arte e matematica (Bollati Boringhieri)
  - поэзия: Пьерлуиджи Каппелло, Mandate a dire all'Imperatore (Crocetti)

- 2011 год
  - проза: Алессандро Мари, Troppa umana speranza (Feltrinelli)
  - очерк: Марио Лаваджетто, Quel Marcel! Frammenti dalla biografia di Proust (Einaudi)
  - поэзия: Джан Марио Виллальта, Vanità della mente (Mondadori)

- 2012 год
  - проза: Никола Гардини (итал.), Le pariole perdute di Amelia Lynd (издательство Feltrinelli)
  - поэзия: Антонелла Анедда (Antonella Anedda), Salva con nome (издательство Mondadori)
  - очерк: Франко Ло Пипаро (Franco Lo Piparo), I due carceri di Gramsci (издательство Donzelli)

- 2013 год
  - проза: Паоло Ди Стефано (Paolo Di Stefano), Giallo d’Avola (издательство Sellerio)
  - поэзия: Энрико Теста (Enrico Testa), Ablativo (издательство Einaudi)
  - очерк: Джулио Гуидорицци (Giulio Guidorizzi), Il compagno dell’anima. I Greci e il sogno (издательство Raffaello Cortina)

- 2014 год
  - проза: Франческо Пеокраро (Francesco Pecoraro), La vita in tempo di pace (издательство Ponte alle Grazie)
  - поэзия: Алессандро Фо (Alessandro Fo), Mancanze (Einaudi)
  - очерк: Лучано Мекаччи (Luciano Mecacci), La Ghirlanda fiorentina (издательство Adelphi)

- 2015 год
  - проза: Антонио Скурати (Antonio Scurati) Il tempo migliore della nostra vita (издательство Bompiani)
  - очерк: Массимо Букьянтини (Massimo Bucciantini) Campo dei fiori (Einaudi)
  - поэзия: Франко Буффони (Franco Buffoni) Jucci (Mondadori)

- 2016 год
  - проза: Франко Корделли (Franco Cordelli) Una sostanza sottile (Einaudi)
  - очерк: Бруно Пискедда (Bruno Pischedda) L’idioma molesto (издательство Aragno)
  - поэзия: Соня Джентили (Sonia Gentili) Viaggio mentre morivo (Aragno)

- 2017 год
  - проза: Джанфранко Каллигарих (Gianfranco Calligarich) La malinconia dei Crusich (Bompiani)
  - очерк: Джузеппе Монтесано (Giuseppe Montesano) Lettori selvaggi (издательство Giunti)
  - поэзия: Стефано Карраи (Stefano Carrai) La traversata del Gobi (Aragno)

- 2018 год
  - проза:
    - Фабио Дженовези (Fabio Genovesi) Il mare dove non si tocca (Mondadori)
    - Джузеппе Лупо (Giuseppe Lupo) Gli anni del nostro incanto (Marsilio)

  - дебют: Симоне Сомех (Simone Somekh), Grandangolo (Giuntina)
  - очерк: Гвидо Мелис (Guido Melis) La macchina imperfetta. Immagine e realtà dello Stato fascista (Il Mulino)
  - поэзия: Роберта Дапунт (Roberta Dapunt) Sincope (Einaudi)

- 2019 год
  - проза: Эмануэле Треви[итал.], Sogni e favole, (Ponte alle Grazie)
  - поэзия: Ренато Миноре[итал.], O caro pensiero, (Aragno)
  - очерк: Саверио Риччи[итал.], Tommaso Campanella (Salerno editrice)
  - дебют: Джованна Кристина Вивинетто (Giovanna Cristina Vivinetto), Dolore minimo (Interlinea)
  - специальное упоминание: Эудженио Скальфари, Сабино Кассезе, Марко Беллоккьо, Риккардо Мути и Джино Паоли

- 2020 год
  - проза: Паоло Ди Паоло[итал.], Lontano dagli occhi, (Feltrinelli)
  - поэзия: Лучано Чеккинель[итал.], Da sponda a sponda, (Arcipelago Itaca)
  - очерк: Джулио Феррони[итал.], L’Italia di Dante (La nave di Teseo)
  - дебют: Альберто Альбертини (Alberto Albertini), La classe avversa (Hacca)
  - специальные премии 91-й церемонии памяти Паоло Фаббри[итал.] и Пьеро Джелли: Наталия Аспези[итал.] (за журналистику), Массимо Брай (премия председателя жюри), Илария Капуа (премия Виардежо 2020), Сандро Лупорини[итал.] (премия города Виареджо), Дачия Мараини (за карьеру) и Маурицио Серра (международная премия Виареджо-Версилья)[1].

- 2021 год
  - проза: Эдит Брук, Il pane perduto, (La nave di Teseo)
  - поэзия: Флавио Санти[итал.], Quanti — Truciolature, scie, onde. 1999—2019, (Industria&Letteratura)
  - очерк: Уолтер Сити[итал.], Contro l’impegno (Rizzoli)
  - дебют: Алессандра Карати (Alessandra Carati), E poi saremo salvi (Mondadori)
  - специальное упоминание: Роберто Бениньи, Анналена Бенини, Иджаба Шего[итал.]

- 2022 год
  - проза: Вероника Раймо[итал.], Niente di vero, (Einaudi)
  - поэзия: Клаудио Дамиани, Prima di nascere, (Fazi)
  - очерк: Сильвия Ронки[итал.], L’ultima immagine (Rizzoli)
  - дебют: Пьетро Кастеллитто[итал.], Gli iperborei (Bompiani)
  - специальное признание: Влодек Голдкорн (международная премия), Сильвия Шорилли-Борелли[итал.] (премия журналистов), Аньезе Пини[итал.] (специальное упоминание)

- 2023 год
  - проза: Никколо Амманити, La vita intima, (Einaudi)
  - поэзия: Вивиан Ламарк[итал.], L’amore da vecchia, (Mondadori)
  - очерк: Франческо Пикколо, La bella confusione, (Einaudi)
  - дебют: Пьетро Сантетти (Pietro Santetti), Uomini di cavalli, (Mondadori)
  - специальное признание: Джан Артуро Феррари[итал.] (международная премия), Нона Михелидзе (премия журналистов), Стефано Массини[итал.] (городская премия Виареджо), Джампаоло Сими[итал.] (премия Тобино)